# Centrale geotermica di Ferrara

Schema di funzionamento della centrale

La centrale geotermica di Ferrara, sfrutta un giacimento geotermico da cui estrae acqua ad una temperatura di circa 100 °C.
Questo giacimento di acqua calda, a media entalpia, dovuta ad una anomalia geotermica positiva, fu scoperto alla fine degli anni 50 a Casaglia, una località vicina a Ferrara, nel corso di una campagna di ricerca di idrocarburi in possibili trappole strutturali nella dorsale ferrarese, condotta da Agip perforando fino a circa 4000 metri di profondità, fu scoperto (alla profondità di circa 2000 metri) un serbatoio di acqua calda che era possibili sfruttare. In seguito, sulla spinta della crisi energetica degli anni '70, fu costruito l'impianto per l'utilizzo dell'energia geotermica per la produzione di calore. Questo è il principale in Italia e rappresenta un modello di utilizzo di questa fonte rinnovabile a livello europeo.
Nell'impianto di Cassana, di proprietà di Eni ed ERGA (società del gruppo Enel) e gestito da Hera, l'acqua calda viene prelevata ad una profondità di circa 2.000 m attraverso due pozzi, e, una volta ceduta l'energia termica alla rete del teleriscaldamento attraverso uno scambiatore di calore, viene reiniettata nel giacimento sotterraneo tramite un pozzo di immissione, garantendo la stabilità geotecnica delle rocce interessate dal prelievo di fluidi ed un circuito chiuso dei fluidi senza dispersioni degli stessi.
Questa tecnica rende la fonte energetica totalmente rinnovabile: una volta reimmessa nel sottosuolo, infatti, l'acqua torna ad acquistare calore, così da poter essere nuovamente portata in superficie in un circolo continuo e privo di emissioni inquinanti..
L'impianto di Casaglia può erogare una portata di 400 m3/h di acqua geotermica alla temperatura di 100°/105 °C, è in grado di sviluppare una potenza termica di 14 MW e di produrre ogni anno circa 75.000 MWh di energia termica. Oltre a non consumare fonti energetiche fossili, questo sfruttamento della geotermia ha consentito anche un'importante riduzione delle immissioni di inquinanti in atmosfera. L'utilizzo del teleriscaldamento infatti, al quale la fonte geotermica contribuisce per il 42% dell'energia termica complessiva,  nel decennio tra il 2002 e il 2012 ha evitato l'immissione in atmosfera di oltre 310 tonnellate di ossidi di azoto e 261.000 tonnellate di CO2.